# マーカス・サッサー
マーカス・ジェローム・サッサー・ジュニア（Marcus Jerome Sasser Jr., 2000年9月21日 - ）は、アメリカ合衆国テキサス州ダラス出身のプロバスケットボール選手。NBAのデトロイト・ピストンズに所属している。ポジションはシューティングガードまたはポイントガード。

## 経歴

### ハイスクール
高校時代は叔父のジェイソン・サッサーから指導を受けた。4年目のシーズンには州大会でMVPを受賞した。
卒業後はヒューストン大学へ進学した。他にはコロラド州立大学やサザンメソジスト大学（SMU）からオファーを受けていた。

### カレッジ
1年目の2019-20シーズン後半から先発に定着した。2020年2月15日のSMU戦でシーズンハイとなる26得点を記録した。このシーズンは平均8.1得点を記録し、AACオールフレッシュマンチームに選出された。
2020-21シーズンは平均13.7得点・3.7リバウンドを記録し、NCAAトーナメントでもファイナル・フォーに進出した。
2021-22シーズンは開幕後最初の12試合でチーム最多の平均17.7得点を記録していたが、爪先を痛めて残りの試合を全休した。
2022-23シーズンは36試合に出場して平均16.8得点を記録し、AAC最優秀選手賞、ジェリー・ウェスト賞を受賞。オールアメリカンファーストチームに選出された。シーズン終了後、2023年のNBAドラフトにエントリーした。

### デトロイト・ピストンズ
2023年のNBAドラフトにて全体25位でメンフィス・グリズリーズから指名され、その後トレードで交渉権がデトロイト・ピストンズへ移動。ピストンズとルーキー契約を結んだ。

## 個人成績

### NBA

#### レギュラーシーズン
| シーズン | チーム | GP  | GS | MPG  | FG%  | 3P%  | FT%  | RPG | APG | SPG | BPG | PPG |
| -------- | ------ | --- | -- | ---- | ---- | ---- | ---- | --- | --- | --- | --- | --- |
| 2023–24  | DET    | 71  | 11 | 19.0 | .428 | .375 | .879 | 1.8 | 3.3 | .6  | .2  | 8.3 |
| 2024–25  | DET    | 57  | 1  | 14.2 | .463 | .382 | .843 | 1.2 | 2.3 | .6  | .1  | 6.6 |
| 通算     | 通算   | 128 | 12 | 16.9 | .441 | .378 | .863 | 1.5 | 2.9 | .6  | .1  | 7.5 |

### カレッジ
| シーズン | チーム       | GP  | GS | MPG  | FG%  | 3P%  | FT%  | RPG | APG | SPG | BPG | PPG  |
| -------- | ------------ | --- | -- | ---- | ---- | ---- | ---- | --- | --- | --- | --- | ---- |
| 2019–20  | ヒューストン | 30  | 17 | 23.8 | .363 | .352 | .758 | 2.4 | 1.7 | .6  | .1  | 8.1  |
| 2020–21  | ヒューストン | 29  | 28 | 31.9 | .380 | .335 | .852 | 2.6 | 2.2 | 1.4 | .0  | 13.7 |
| 2021–22  | ヒューストン | 12  | 12 | 32.0 | .437 | .437 | .744 | 2.8 | 2.6 | 2.2 | .1  | 17.7 |
| 2022–23  | ヒューストン | 36  | 36 | 30.8 | .438 | .384 | .848 | 2.8 | 3.1 | 1.6 | .2  | 16.8 |
| 通算     | 通算         | 107 | 93 | 29.3 | .406 | .369 | .824 | 2.7 | 2.4 | 1.3 | .1  | 13.6 |